# Tapa (Estonia)

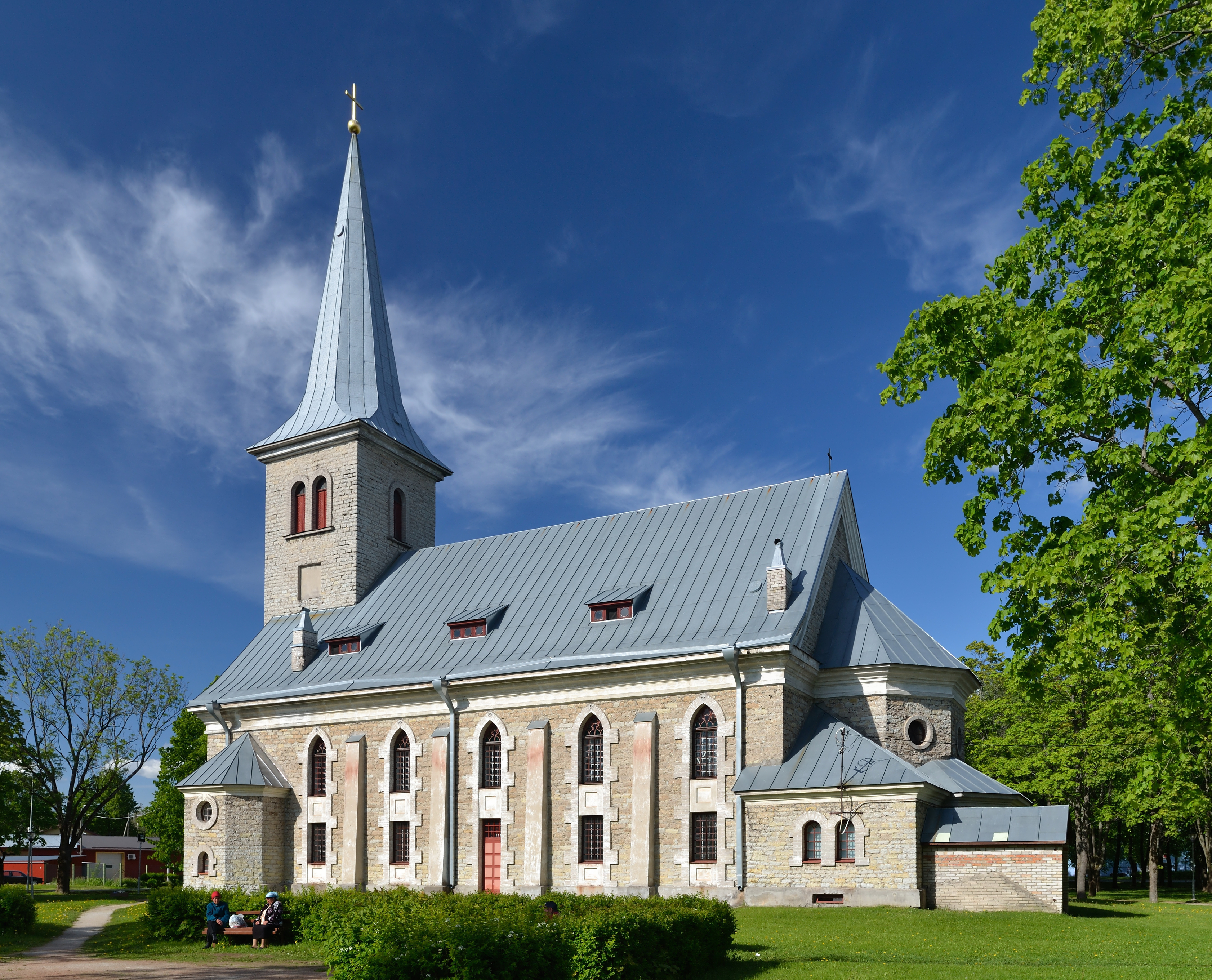

Tapa è una cittadina dell'Estonia nordorientale, nella contea di Lääne-Virumaa, capoluogo del rispettivo comune rurale. Amministrativamente, tuttavia, non esistono distinzioni tra la città e il suo contado.
Tapa si trova all'intersezione delle linee ferroviarie Tallinn-Narva (ovest-est) e Tallinn-Tartu (nord-sud), facendone un importante centro di transito per il trasporto merci (prevalentemente petrolio e legname russo) e passeggeri.
Con la dismessa base aerea sovietica ed, oggi, con il Tapa Central Training Center (in estone: Tapa Väljaõppekeskus) la cittadina continua ad essere un importante centro di addestramento per le reclute delle Forze armate estoni.

## Origini
Tapa deve la sua esistenza alla ferrovia. E l'importanza della ferrovia si può riscontrare anche nelle sue simbologie: i tre rettangoli bianchi, raffigurati nello stemma di Tapa, rappresentano infatti i tre rami della ferrovia che si incontrano.
La storia cittadina inizia 130 anni fa: nell'area dove oggi si trova il centro urbano c'erano solo pascoli e fitte foreste di abete. In quegli anni iniziarono i lavori di abbattimento per la costruzione della moderna ferrovia collegante Paldiski (nel nord dell'Estonia) a San Pietroburgo, in Russia.
La cerimonia di inaugurazione per la nuova ferrovia baltica avvenne il 24 ottobre 1870. Poco dopo, nel 1875, la costruzione del ramo Tapa-Tartu ebbe inizio, ed il 21 agosto 1876, il primo convoglio ferroviario lasciò Tallinn con destinazione Tartu, attraversando lo snodo di Tapa. A partire da quel giorno, cominciò il rapido sviluppo cittadino. Dai possedimenti del maniero di Tapa venne acquistata la terra necessaria per costruire la stazione passeggeri, la quale ereditò appunto il nome del maniero: Tapa.

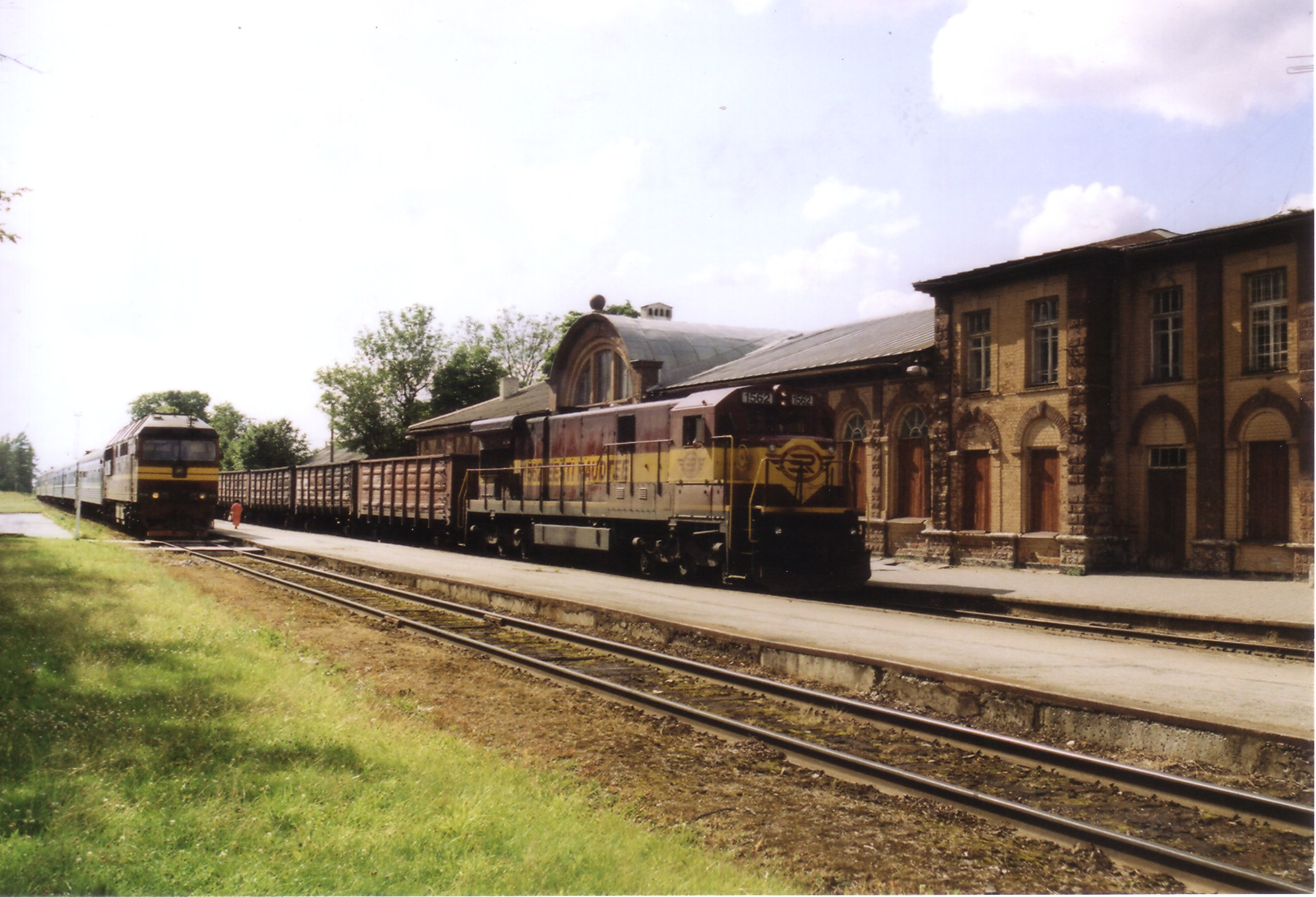
La stazione ferroviaria di Tapa

Tapa è ricordata come una cittadina legata ad operazioni militari. Durante infatti la guerra di indipendenza estone da qui passarono svariati treni armati degli indipendentisti e in particolare è rimasto celebre l'ingresso del treno in città, appena riconquistata, il 9 gennaio 1919. I treni armati furono decisivi per la riuscita dell'indipendenza estone. A guerra finita il 1º agosto 1923 venne costituita una base militare in memoria della liberazione dove furono stazionati poi un reggimento ferroviario armato (Estone: soomusrongirügement), il convoglio armato molto importante che era entrato per primo in città nel 1919 e anche due carri armati che avevano operato nella zona durante il conflitto.
A sancire il nuovo ruolo cittadino, quale di base militare, la decisione del 30 novembre 1934 di spostare la base di reggimento da Valga (nel sud dell'Estonia) a Tapa. Il comando militare, insediatosi nel maniero di Tapa, rimase attivo fino al gennaio del 1941 quando l'occupazione sovietica dissolse le forze di difesa estoni.
Il 14 agosto 1941, le truppe tedesche presero Tapa per poi cedere nuovamente il territorio ai sovietici tre anni più tardi.

### Ex base militare
Al termine della Seconda guerra mondiale, i sovietici costruirono nell'area una complessa base, fra le più importanti dei Baltici, per la difesa aerea. La nuova base dotata di un aeroporto era distante appena 3km dal centro cittadino.
Durante gli anni della Guerra Fredda nella base del 656 IAP (656º Reggimento intercettori aviazione) erano di stanza 38 aerei MiG-23. Ancora oggi sono visibili gli hangar destinati al ricovero dei velivoli.